# Fayetteville (New York)
Fayetteville ist ein Village in der Town of Manlius im Onondaga County im Bundesstaat New York in den Vereinigten Staaten. Beim American Community Survey im Jahr 2018 wurde die Einwohnerzahl von Fayetteville auf 4133 geschätzt. Fayetteville ist ein Vorort von Syracuse.

## Lage
Fayetteville liegt im Osten des Onondaga County, rund zwölf Kilometer östlich des Stadtzentrums von Syracuse. Benachbarte Orte sind Minoa im Norden, Kirkville im Nordosten, Mycenae im Osten, Manlius im Süden, Jamesville im Südwesten, DeWitt im Westen und East Syracuse im Nordwesten.
Fayetteville liegt am Fluss Limestone Creek. Nordöstlich des Ortes liegt der Green Lakes State Park. Fayetteville liegt an der New York State Route 5, einer wichtigen Ost-West-Verbindung in Upstate New York. Außerdem verläuft die New York State Route 257 durch den Ort.

## Geschichte

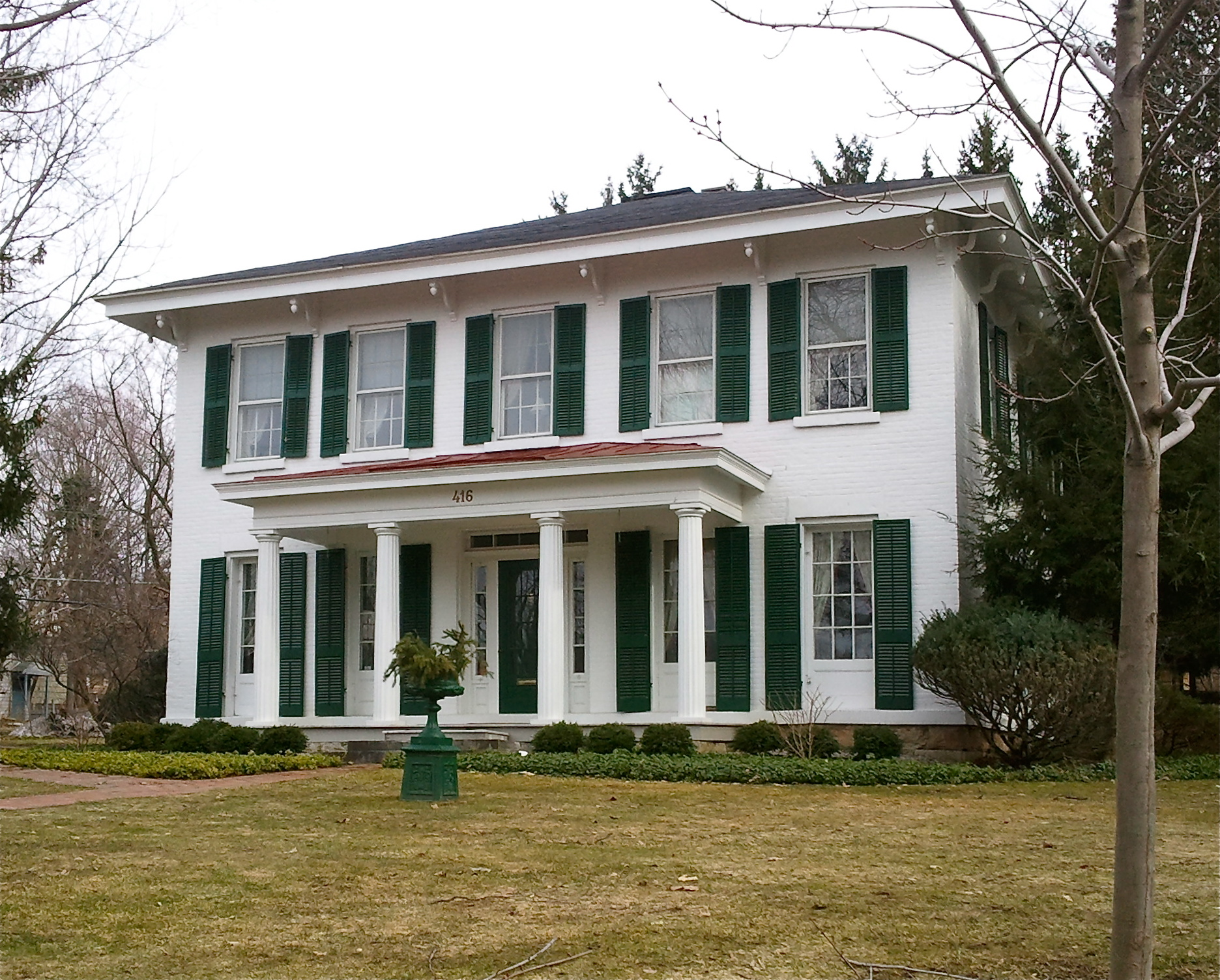
Snell House

Fayetteville wurde ab 1791 von Joshua Knowlton und Origen Eaton besiedelt. Ein Jahr später kam Cyrus Kinne in die Siedlung und betrieb dort eine Schmiede. Ebenfalls 1792 wurde die erste Kirchengemeinde eingerichtet. Ab 1794 lag das Gebiet innerhalb des Township Number Seven, das später zur Manlius umgeformt wurde. 1801 wurde in einem kleinen Blockhaus die erste Kneipe in Fayetteville betrieben. Lange Zeit war der Ort unter der Bezeichnung Manlius Four Corners bekannt, bis er nach der Gründung eines Postamtes umbenannt wurde. Am 6. Mai 1844 wurde Fayetteville innerhalb der Town of Manlius als Village inkorporiert.

## Bildung
Fayetteville gehört zum Fayetteville-Manlius Central School District. Zu diesem gehören drei Grundschulen der Klassenstufen vom Kindergarten bis zur vierten Klasse, eine Mittelschule der Klassenstufen fünf bis acht und eine Highschool der Klassenstufen neun bis zwölf.

## Demografie
Im Jahr 2018 wurde die Einwohnerzahl von Fayetteville im American Community Survey auf 4133 Einwohner geschätzt. Es gab 1727 Haushalte und 1263 Familien in der Stadt. In 86,8 Prozent der Familien lebten verheiratete Ehepaare, 5,4 Prozent waren alleinerziehende Väter und 7,8 Prozent der Familien waren alleinerziehende Mütter. 30,6 Prozent der Haushalte hatten Kinder unter 18 Jahren, die bei ihnen lebten, und in 45,3 Prozent der Haushalte lebten Personen über 60 Jahre. Von den Einwohnern waren 93,6 Prozent Weiße, 1,7 Prozent Afroamerikaner, 1,5 Prozent Asiaten und 0,2 Prozent amerikanische Ureinwohner; 3,3 Prozent der Einwohner gaben mehrere Abstammungen an. Hispanics oder Latinos machten 0,7 Prozent der Bevölkerung aus. 48,2 Prozent der Einwohner von Fayetteville waren männlich und 51,8 Prozent weiblich.
Altersmäßig verteilten sich die Einwohner von Fayetteville auf 23,2 Prozent Minderjährige, 4,7 Prozent zwischen 18 und 24, 21,9 Prozent zwischen 25 und 44, 30,0 Prozent zwischen 45 und 64 und 20,2 Prozent der Einwohner waren 65 Jahre alt oder älter. Das Medianalter lag bei 45,3 Jahren. 2018 lag das Medianeinkommen in Fayetteville pro Haushalt bei 84.797 US-Dollar und pro Familie bei 109.013 US-Dollar. 4,8 Prozent der Einwohner lebten unterhalb der Armutsgrenze.

## Persönlichkeiten

### Tochter des Ortes
- Rose Cleveland (1846–1918), Schwester von Grover Cleveland

### Personen mit Verbindung zum Ort
- Grover Cleveland (1837–1908), 22. und 24. Präsident der Vereinigten Staaten, wuchs in Fayetteville auf
- Howard Boatwright (1918–1999), Komponist und Musikwissenschaftler, lebte in Fayetteville
- Cathy Carr (1936–1988), Sängerin, lebte in Fayetteville
- Nina Fedoroff (* 1942), Molekularbiologin, wuchs in Fayetteville auf